# Нестор Пітана
Нестор Фабіан Пітана (ісп. Néstor Fabián Pitana; нар. 17 червня 1975 року, Корпус (Місьйонес), Аргентина) — аргентинський футбольний арбітр і колишній актор. Входить до елітної категорії арбітрів КОНМЕБОЛ, з 2010 року є арбітром ФІФА. Судив вирішальний матч Кубку світу-2018.

## Біографія
Народився 17 червня 1975 року в селі Корпус, провінції Місьйонес на півдні Аргентини. У молодості займався футболом і баскетболом, деякий час грав за футбольний клуб (ісп. Deportivo Mandiyú) в одній з нижчих ліг чемпіонату Аргентини з футболу, пізніше отримав освіту вчителя фізкультури. 1997 року знявся в одному з аргентинських серіалів La Furia, в якому зіграв тюремника. Працював охоронцем в боулінг-клубі та парку відпочинку.
Футбольним суддівством почав займатися 2006 року, після закінчення курсів, з суддівства в регіональних лігах. У серпні 2007 року дебютував у вищій лізі Аргентини суддівством матчу між клубами «Колон» та «Росаріо Сентраль». 2010 року отримав статус арбітра ФІФА. У різний час обслуговував фінальний матч Рекопа Південної Америки 2012 року, матчі кубка Лібертадорес 2013 року, матчі чемпіонат світу з футболу серед юнацьких команд 2013, матчі відбіркового турніру до чемпіонату світу 2014 в КОНМЕБОЛ.
2014 року вперше обслуговував матч аргентинського классіко «Рівер Плейт» — «Бока Хуніорс», який завершився гучним скандалом через низку суддівських помилок на користь Рівера.
15 січня 2014 разом з двома помічниками, так само аргентинцями, Ернаном Майданою та Хуаном Белатті обраний одним з арбітрів чемпіонату світу з футболу 2014 року в Бразилії, де відсудив три матчі групового етапу, а також чвертьфінальний матч між збірними Франції та Німеччини.
З жовтня 2015 обслуговує відбіркові матчі до чемпіонату світу 2018 року.
27 липня 2016 судив другий фінальний матч Кубка Лібертадорес 2016 між командами Атлетіко Насьйональ та Індепендьєнте дель Вальє.
У серпні 2016 обслуговував матчі чоловічого Олімпійського турніру в Ріо-де-Жанейро.
Влітку 2017 обслуговував матчі Кубка конфедерацій, що проходив у Росії.
15 липня 2018 судив вирішальний матч Кубку світу-2018 Франція — Хорватія, в якому перемогли «гальські півні» — 4 : 2, призначивши за рахунку 1:1 пенальті у ворота хорватів (м'яч з близької відстані потрапив у руку Івана Перішича). На думку їх головного тренера Златка Далича, у фіналах чемпіонатів світу такі пенальті не призначаються.
У червні-липні 2019 обслуговував матчі Кубка Америки.